# Фулем
Фу́лем (англ. Fulham) — район Лондона, расположенный вдоль северного берега Темзы между Челси (на востоке) и Хаммерсмитом (на западе). Вместе с последним образует городской район Хаммерсмит и Фулем. Соединён с районом Патни на южном берегу Темзы старинным мостом.
Фулем вошёл в историю как резиденция лондонских епископов. Со средневековья до 1975 года они занимали Фулемский дворец (ныне там музей). Вокруг дворца раскинулись сад епископов и ботанический сад. Однако более всего Фулем известен как местонахождение двух футбольных стадионов — «Стэмфорд Бридж» и «Крейвен Коттедж», где проводят свои матчи клубы «Челси» и «Фулхэм», соответственно.

## История
Слово Фулхэм происходит из древнеанглийского, где Фулла ― личное имя, а хэмм ― земля, окруженная водой, или болотом, или речным лугом. Итак, Фулла ― это окруженная земля. В Книге Страшного суда 1066 года оно пишется как Фулхэм.
Поместье (землевладение) Фулхэм было пожаловано епископу Эркенвальду примерно в 691 году для него самого и его преемников на посту епископа Лондона. Поместье было Фулхэмским дворцом, на протяжении девяти столетий летней резиденцией епископов Лондона.
Первое письменное упоминание о церкви в Фулхэме датируется 1154 годом, а первый известный приходской священник церкви всех святых в Фулхэме был назначен в 1242 году. Церковь всех святых была расширена в 1881 году сэром Артуром Бломфилдом.
Хаммерсмит был частью древнего прихода Фулхэма вплоть до 1834 года. До этого времени это было постоянное викариатство при приходе Фулхэма. К 1834 году в нем проживало так много жителей, что был создан отдельный приход с викарием (больше не викарием) и ризницей для богослужений. Эти две области больше не объединялись до вступления в силу Закона о правительстве Лондона в 1965 году.
Граница прихода с Челси и Кенсингтоном была образована ныне осушенной рекой Каунтерс-Крик, по течению которой сейчас проходит линия Западного Лондона. Эту границу прихода унаследовали современные районы Хаммерсмит и Фулхэм и Кенсингтон и Челси.

## Промышленность
Появление керамики и ткачества в Фулхэме относится к 17 веку, прежде всего к Фулхэмской гончарной мастерской, за которой последовало создание производства гобеленов и ковров с филиалом французской "Гобеленовой мануфактуры", а затем недолговечного предприятия школы ткачества Паризо в 1750-х годах. Уильям Де Морган, керамист и романист, переехал в Сэндс-Энд вместе со своей женой-художницей Эвелин Де Морган, где они жили и работали. Другая пара художников, также члены движения искусств и ремесел, жила в Грейндж в Норт-Энде, Джорджиана Берн-Джонс и ее муж Эдвард Берн-Джонс, обе пары были друзьями Уильяма Морриса.
Другими художниками, поселившимися вдоль Лилли-роуд, были Франческо Бартолоцци, флорентийский гравер, и Бенджамин Роулинсон Фолкнер, светский портретист. Анри Годье-Бжеска, французский художник-экспрессионист и друг Эзры Паунда, жил в Уолхэм-Грин до своей ранней смерти в 1915 году. Производство стекла до недавнего времени было представлено студией витражного стекла специально построенного стеклянного дома на Леттис-стрит, занесенного в список II категории, а позднее студией Aaronson Noon Studio и галереей "Zest" на Рикетт-стрит, которая была вынуждена закрыться в 2012 году. Оба стекольных предприятия в настоящее время переехали из Лондона.
Литейный цех художественной бронзы, основанный Чарльзом Гаскином в 1922 году, до сих пор работает на Майкл-роуд, недалеко от Нью-Кингс-роуд, недалеко от Ил-Брук-Коммон. На нем, среди прочих, были созданы работы Генри Мура, Элизабет Фринк, Барбары Хепворт и Джейкоба Эпштейна. Его работы можно увидеть в общественных местах по всему миру.
Фулхэм оставался районом преимущественно рабочего класса в течение первой половины 20-го века, с аристократическими кварталами в Норт-Энде, вдоль верхней части Лилли и Нью-Кингс-роудс, особенно вокруг Парсонс-Грин, Ил-Брук-Коммон, Саут-парка и района, прилегающего к Херлингемскому клубу. По сути, этот район привлек волны иммигрантов из сельской местности для обслуживания индустриализации и более привилегированных районов столицы.
Помимо многовековой пивоваренной промышленности, примером которой является пивоварня Swan на Темзе, основными видами промышленной деятельности были автомобилестроение и ранняя авиация — Rolls-Royce, Shell-Mex & BP, Rover, Лондонская компания General Omnibus Company — и железнодорожное машиностроение (депо Лилли Бридж), прачечные — Дворцовая прачечная сохранилась до сих пор, и здание продается. Позже появились дистилляция, белый сатиновый джин сэра Роберта Бернетта, пищевая промышленность, например, пироги Телфера, Encafood и Spaghetti House, а также фотообработка Kodak. Это привело к тому, что южный участок Норт-энд-роуд стал неофициальной главной улицей Фулхэма, расположенной почти в миле от настоящей Фулхэм-хай-стрит, с собственным универмагом F.H. Barbers, а также торговыми точками Woolworth's, Marks & Spencer и Sainsbury's, которых давно уже нет. Второй в истории магазин Tesco открылся на Норт-Энд-роуд. Старейший в Великобритании независимый магазин здорового питания, открытый в 1966 году Обществом Этериуса, до сих пор торгует на Фулхэм-роуд.

## Архитектура

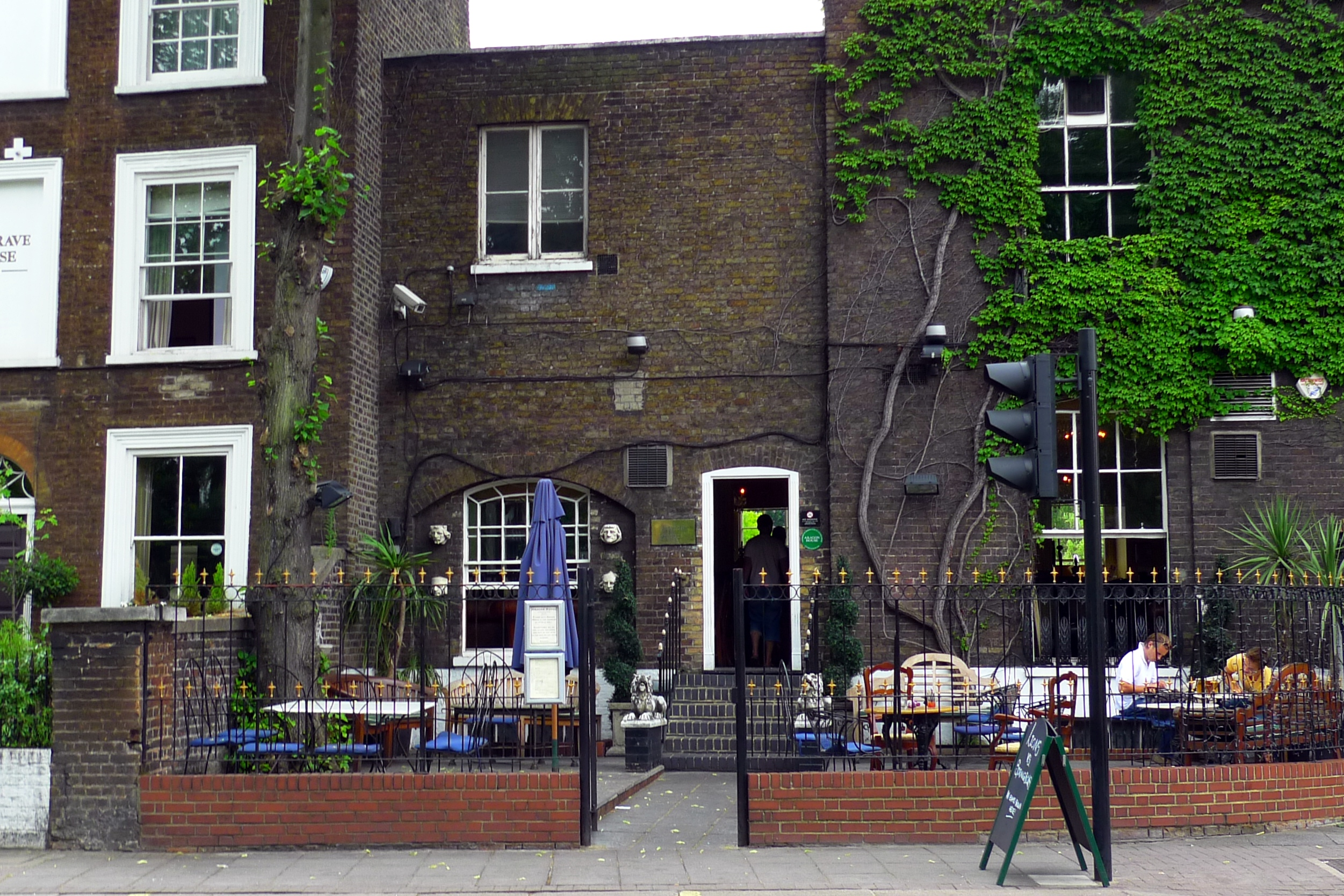
Арагон-хаус, Парсонс-Грин, SW6

Послевоенный период ознаменовался масштабным сносом архитектурного фонда Фулхэма начала 19-го века, замененного бруталистской архитектурой — нынешним отелем Ibis — и Эмпресс Стейт Билдинг на Лилли-роуд, который в 1962 году заменил приходящий в упадок Эмпресс Холл. Совет графства Лондон и местный совет продолжали столь необходимое муниципальное жилищное строительство в период между Второй мировой войной и вплоть до 1980-х годов. 
Традиционное население Фулхэма, состоящее из рабочих, было частично вытеснено богатыми приезжими с начала века.
С приходом Бориса Джонсона к власти в мэрии Лондона началась спорная перепланировка высотных зданий площадью 80 акров на восточной границе района с Королевским районом Кенсингтон и Челси, включающая демонтаж двух выставочных центров Earl's Court в RBKC и в Хаммерсмите и Фулхэме, а также опустошение и снос сотен коммерческих объектов, тысяч единиц как частного, так и социального жилья, включая снос редкого образца жилья середины викторианской эпохи в Фулхэме, спроектированного Джоном Янгом, вблизи зданий, занесенных в списки I и II классов, а также ряда заповедных зон в обоих районах. Это также связано с закрытием исторического депо Лилли Бридж, открытого в 1872 году, и прекращением его деятельности.
В Фулхэме есть несколько парков, кладбищ и открытых мест, из которых Бишопс-парк, сады Фулхэм-пэлас, Херлингем-парк, Южный парк, Ил-Брук-Коммон и Парсонс-грин являются самыми крупными.
Среди других мест ― Нормандский парк, остатки монастырского сада с площадкой для боулинга, площадка для отдыха на Лилли-роуд с тренажерным залом и Бромптон-парк на Сигрейв-роуд. Набережная Темзы в Бишопс-парке прерывается футбольным полем "Фулхэм", но возобновляется после соседних кварталов и продолжается до паба "Крэбтри" и далее, мимо кафе "Риверсайд" в направлении Хаммерсмитского моста, откуда открывается вид на реку и сельские пейзажи на противоположном берегу. Это часть пути по Темзе.
Сельское прошлое прихода Фулхэм означало, что его величественные дома и не столь величественные местные и промышленные здания были либо сосредоточены в деревне Уолхэм-Грин, вдоль Темзы, либо разбросаны среди полей деревушки Норт-Энд. Многие исторические сооружения пали жертвой индустриализации, бомбардировок во время войны или спешного сноса и перепланировки. Исчезли "Грейндж" Берн-Джонса в W14 и вилла и парк "Эрмитаж" Фута, а также пивоварня "Кэннон" Ловибонда в SW6.

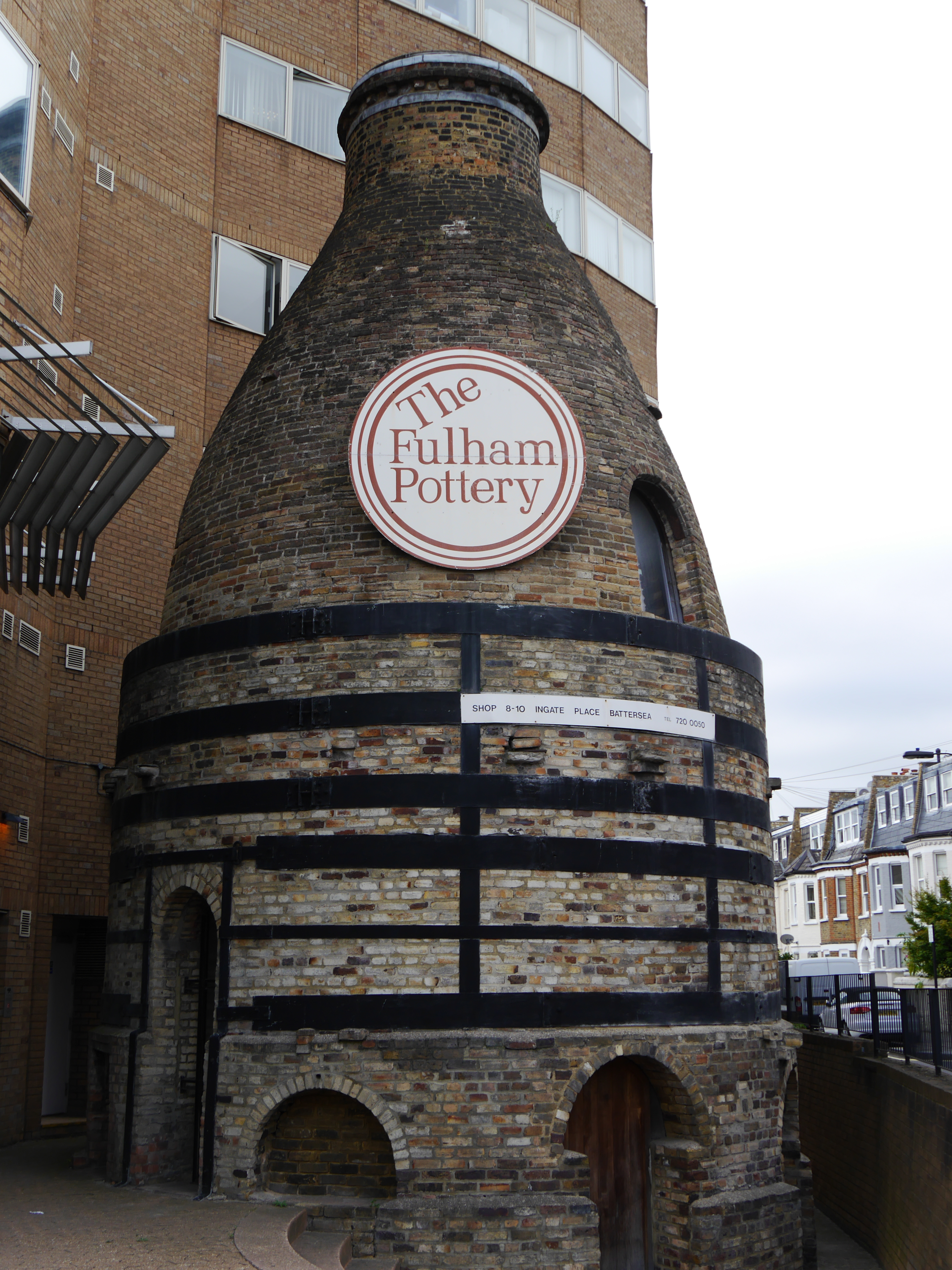
Керамика Фулхэма

Древние здания и поместье Фулхэм-пэлас, резиденция епископов Лондона до 1973 года, остаются выдающимся достоянием с его средневековыми зданиями и зданиями эпохи Тюдоров, включенными в список I класса, включая небольшой музей, 13 акров территории, сад, обнесенный стеной, и частично раскопанный самый длинный ров в Англии. Сады отнесены ко II классу*. Другие первоначальные территории теперь разделены между парком на берегу реки, начальной школой Всех святых и школой Моут, а также общественными участками.
По всему Фулхэму разбросано множество других сооружений, занесенных в государственный и местный список. Заслуживает внимания последняя сохранившаяся коническая печь для обжига керамики Фулхэма. На Брумхаус-лейн есть ряд интересных сооружений, начиная от подъемного причала Брумхаус средневекового происхождения и заканчивая коттеджами 18 века (Платан и плющ) и замковым клубом эпохи возрождения в готическом стиле. Виноградник на Херлингем-роуд относится к 17 веку с более поздними пристройками 19 века, такими как конюшни. Херлингемский клуб и территория относятся к 18 веку и занесены в список II класса*. На извилистой Норт-Энд-роуд есть несколько примечательных зданий, особенно "Кроутерс" в доме № 282, впервые построенный в 1712 году с сохранившимися воротами 18 века и модернистским пабом "Семь звезд" (1938), ныне переоборудованным в многоквартирные дома.
На Нью-Кингс-роуд расположено несколько резиденций 18-го века и начала 19-го века, а именно: Нортумберленд-хаус, Клейбрук-хаус, Жасмин-хаус, Белгрейв-хаус, Арагон-хаус и 237-245 Нью-Кингс-роуд, все перечисленные во II классе.
Большая часть недвижимости в Фулхэме свидетельствует о его интенсивном промышленном и городском развитии в 19 веке, в основном "малоэтажном", и извлекающем выгоду из кирпичных полей, которыми в то время изобиловали местные жители. Незарегистрированным пережитком ранней индустриальной эры являются остатки моста через канал Гюнтера 1826 года постройки, которые все еще видны с платформы 4 на станции Уэст-Бромптон.

## Образование
В Фулхэме находится несколько школ, в том числе независимые подготовительные школы. Известные средние учебные заведения Фулхэма ― школа для девочек Фулхэм-кросс второго класса, Лондонская ораторская школа, школа Леди Маргарет и академия Фулхэм-кросс. Существует также Кенсингтонская подготовительная школа, которая в 1997 году переехала из Кенсингтона в бывший женский монастырь рядом с библиотекой Фулхэма. Чтобы обслужить большое франкоязычное население в этом районе, начальная школа французского языка "Мари д'Орлиак" открылась в бывшей школе Питерборо, занесенной в список II класса, недалеко от станции метро Parsons Green. Это вспомогательная школа для Французского лицея Шарля де Голля в Южном Кенсингтоне.

## Достопримечательности
- Фулхэмский дворец
- Керамика Фулхэма
- Маркграфское кладбище
- Бишопс-парк
- Гавань Челси
- Стэмфорд Бридж
- Церковь всех святых
- Крейвен Коттедж
- Кингс Роуд
- Риверсайд Студиос
- Южный парк
- Церковь Святого Фомы Кентерберийского

## Резиденты
- Джозеф Аддисон
- Франческо Бартолоцци
- Чарльз Блумфилд
- Уильям Джон Берчелл
- Эдвард Коли Бёрн-Джонс
- Линфорд Кристи
- Джонни Клэз
- Генри Комптон
- Элвис Костелло
- Манделль Крейтон
- Джеффри де Хэвилленд
- Эвелин де Морган
- Уильям Де Морган
- Джеффри Фрэнсис Фишер
- Мэри-Анна Фицгерберт
- Анри Годье-Бжеска
- Эжен Гооссенс
- Нелл Гвин
- Тони Хэллидэй
- Имоджен Хассалл
- Генри Холланд
- Теодор Хук
- Саджид Джавид
- Джон Осборн
- Огастес Уэлби Нортмор Пьюджин
- Дэниел Рэдклифф
- Сэмюэл Ричардсон
- Чарльз Роллс
- Жан-Батист Сэй
- Грэнвилл Шарп
- Томас Шерлок